# Andrew Florent
Andrew Florent (Melbourne, 24 oktober 1970 – 16 augustus 2016) was een tennisspeler uit Australië die tussen 1990 en 2003 actief was in het professionele circuit.
Florent was vooral succesvol in het herendubbeltennis waarin hij drie ATP-toernooien op zijn naam schreef en in nog eens tien finales stond.
Andrew Florent leed aan darmkanker.

## Palmares
| Legenda                       | Legenda               |
| ----------------------------- | --------------------- |
| Grand Slam                    |                       |
| Olympische Spelen             |                       |
| tot 2009                      | vanaf 2009            |
| Tennis Masters Cup            | ATP Finals            |
| ATP Masters Series            | ATP Tour Masters 1000 |
| ATP International Series Gold | ATP Tour 500          |
| ATP International Series      | ATP Tour 250          |

### Dubbelspel
| Nr.                           | Datum            | Toernooi         | Ondergrond | Partner          | Tegenstanders in finale        | Score            | Details |
| ----------------------------- | ---------------- | ---------------- | ---------- | ---------------- | ------------------------------ | ---------------- | ------- |
| Gewonnen finales heren dubbel |                  |                  |            |                  |                                |                  |         |
| 1.                            | 19 juni 1994     | ATP Sankt Pölten | gravel     | Vojtěch Flégl    | Adam Malik Jeff Tarango        | 3–6, 6–1, 6–4    | details |
| 2.                            | 11 januari 1998  | ATP Adelaide     | hardcourt  | Joshua Eagle     | Ellis Ferreira Rick Leach      | 6-4, 6-7(3), 6-3 | details |
| 3.                            | 23 mei 1999      | ATP Sankt Pölten | gravel     | Andrej Olchovski | Brent Haygarth Robbie Koenig   | 5–7, 6–4, 7–5    | details |
| Verloren finales heren dubbel |                  |                  |            |                  |                                |                  |         |
| 1.                            | 22 mei 1994      | ATP Bologna      | gravel     | Vojtěch Flégl    | John Fitzgerald Patrick Rafter | 3–6, 3–6         | details |
| 2.                            | 28 augustus 1994 | ATP Long Island  | hardcourt  | Mark Petchey     | Olivier Delaître Guy Forget    | 4–6, 6–7         | details |
| 3.                            | 30 april 1995    | ATP Seoul        | hardcourt  | Joshua Eagle     | Sébastien Lareau Jeff Tarango  | 3–6, 2–6         | details |
| 4.                            | 16 juni 1996     | ATP Porto        | gravel     | Joshua Eagle     | Emanuel Couto Bernardo Mota    | 6–4, 4–6, 4–6    | details |
| 5.                            | 3 mei 1998       | ATP München      | gravel     | Joshua Eagle     | Todd Woodbridge Mark Woodforde | 0–6, 3–6         | details |
| 6.                            | 21 juni 1998     | ATP Rosmalen     | gras       | Joshua Eagle     | Guillaume Raoux Jan Siemerink  | 6–7, 2–6         | details |
| 7.                            | 5 maart 2000     | ATP Delray Beach | hardcourt  | Joshua Eagle     | Brian MacPhie Nenad Zimonjić   | 5–7, 4–6         | details |
| 8.                            | 30 juli 2000     | ATP Kitzbühel    | gravel     | Joshua Eagle     | Pablo Albano Cyril Suk         | 3–6, 6–3, 3–6    | details |
| 9.                            | 6 augustus 2000  | ATP Toronto      | hardcourt  | Joshua Eagle     | Sébastien Lareau Daniel Nestor | 3–6, 6–7(3)      | details |
| 10.                           | 22 april 2001    | ATP Monte Carlo  | gravel     | Joshua Eagle     | Jonas Björkman Todd Woodbridge | 6–3, 4–6, 2–6    | details |

## Prestatietabel
| Legenda | Legenda                          |
| ------- | -------------------------------- |
| g.t.    | geen toernooi gehouden           |
| l.c.    | lagere categorie                 |
| –       | niet deelgenomen                 |
| G       | uitgeschakeld in de groepsfase   |
| 1R      | uitgeschakeld in de eerste ronde |
| 2R      | uitgeschakeld in de tweede ronde |
| 3R      | uitgeschakeld in de derde ronde  |
| 4R      | uitgeschakeld in de vierde ronde |
| KF      | uitgeschakeld in de kwartfinale  |
| HF      | uitgeschakeld in de halve finale |
| F       | de finale verloren               |
| W       | het toernooi gewonnen            |
| w-v     | winst/verlies-balans             |

### Prestatietabel grand slam, dubbelspel
| Toernooi        | 1989 | 1994 | 1995 | 1996 | 1997 | 1998 | 1999 | 2000 | 2001 | 2002 | 2003 |
| --------------- | ---- | ---- | ---- | ---- | ---- | ---- | ---- | ---- | ---- | ---- | ---- |
| Australian Open | 1R   | 2R   | 1R   | 2R   | 1R   | 2R   | 2R   | KF   | KF   | 2R   | 1R   |
| Roland Garros   | –    | –    | 3R   | 1R   | KF   | 3R   | 2R   | 3R   | 3R   | 1R   | –    |
| Wimbledon       | –    | –    | 2R   | 1R   | 1R   | 1R   | 2R   | 2R   | 2R   | KF   | –    |
| US Open         | –    | 1R   | 1R   | 1R   | 1R   | 1R   | 2R   | 1R   | 3R   | 1R   | –    |